# 7307-es mellékút (Magyarország)
A 7307-es számú mellékút egy négy számjegyű mellékút Veszprém vármegye déli részén, a Balaton-parti Aszófőt köti össze a 77-es főút térségével és az útba eső településekkel.

## Nyomvonala
A 71-es főútból ágazik ki, annak 45+350-es kilométerszelvényénél, északnyugat felé, Balaton utca néven. [Később számos irányváltáson esik át, a fő iránya azonban jobbára északi.] Alig 200 méter után keresztezi a 7303-as utat, ami itt a 6+400-as kilométerszelvényénél jár. 600 méter után kiér Aszófő házai közül, de csak 2,4 kilométer után lép tovább Pécsely területére. 4,9 kilométer után éri el a község első házait, itt a Balatoni utca nevet veszi fel.
Az 5+350-es kilométerszelvénye közelében találkozik a 7338-as úttal, ami itt a 13+300-as kilométerszelvényénél jár. Innentől 600 méter közös szakaszuk következik, kilométer-számozás szempontjából megegyező irányban, Vásártér utca néven, Pécsely északkeleti végéig, ahol a 7338-as keletnek, a 7307-es pedig északnak folytatódik.
8,9 kilométer után Barnag keleti külterületét éri el az út, ahol, a 9+400-as kilométerszelvényénél kiágazik belőle nyugat felé a 6,6 kilométer hosszú, Barnag, majd Vöröstó központján végigvezető, végül Mencshely határában a 7312-es útba, annak 10,8-as kilométerénél beletorkolló 73 113-as út.
9+700-as kilométerétől már Tótvázsony területén húzódik, melynek házait kevéssel a 12. kilométere előtt éri el, kelet-északkeleti irányban haladva, települési neve itt Hajnal utca. 12,6 kilométer után beletorkollik a 7304-es út, majdnem pontosan 10 kilométer után. Utolsó szakaszán, közel 90 fokos irányváltással a 7304-es addig követett észak-északnyugati irányát veszi fel és abba az irányba fordul, Magyar utca néven. A 77-es főútba torkollva ér véget, majdnem pontosan annak 11. kilométerénél.
Teljes hossza, az országos közutak térképes nyilvántartását szolgáló kira.gov.hu adatbázisa szerint 13,810 kilométer.

## Települések az út mentén
- Aszófő
- Pécsely
- (Barnag)
- Tótvázsony